# Sebastian Mila
Sebastian Mila (sinh ngày 10 tháng 7 năm 1982) là một cựu cầu thủ bóng đá người Ba Lan thi đấu ở vị trí tiền vệ công cho các câu lạc bộ như Lechia Gdańsk, Dyskobolia Grodzisk Wielkopolski và Śląsk Wrocław. Anh có quãng thời gian chơi bóng lâu nhất tại câu lạc bộ Śląsk Wrocław và cùng họ đoạt các danh hiệu Ekstraklasa và Siêu cúp Ba Lan. Anh còn thi đấu cho hai đội bóng ngoài Ba Lan là Austria Wien tại Áo (cùng họ đoạt ngôi vô địch Bundesliga của Áo) và có quãng thời gian ngắn chơi cho Vålerenga tại Na Uy. Mila là tuyển thủ tuyển quốc gia Ba Lan với tổng cộng 38 lần khoác áo và ghi 8 bàn thắng cho đội tuyển, đồng thời nằm trong thành phần đội dự Giải vô địch bóng đá thế giới 2006.

## Sự nghiệp cấp câu lạc bộ

### Những năm đầu tiên
Sinh ra tại Koszalin, Mila lớn lên và chơi bóng cho các câu lạc bộ địa phương Gwardia Koszalin và Bałtyk Koszalin trước khi chuyển tới Gdańsk vào năm 16 tuổi và bắt đầu tập luyện cùng đội trẻ của Lechia Gdańsk. Lechia Gdańsk lúc bấy giờ được biết với cái tên Lechia-Polonia Gdańsk do vụ sáp nhập giữa Lechia Gdańsk và Polonia Gdańsk.

### Lechia Gdańsk
Mila chen chân vào đội một của Lechia Gdańsk trong mùa 1999–2000, anh có trận ra mắt gặp Świt Nowy Dwór Mazowiecki vào tháng 3 năm 2000. Trong mùa giải đầu tiên chơi cho Lechia anh thi đấu 12 trận và ghi hai bàn tại II liga. Ở mùa giải kế tiếp, Mila thi đấu 22 trận và ghi hai bàn, không thể ngăn Lechia-Polonia Gdańsk bị rớt khỏi giải hạng ba, sự kiện này là tiền đề cho vụ sáp nhập giữa Lechia Gdańsk và Polonia Gdańsk ở các hạng đấu thấp hơn. Vụ rớt hạng cũng làm cho hàng loạt cầu thủ tháo chạy khỏi câu lạc bộ, trong đó có Mila.

### Wisła Płock
Mila chuyển đến đội bóng Wisła Płock của II liga vào mùa hè 2001. Trong nửa đầu mùa giải Mila và Wisła chơi tốt, Mila thi đấu 15 trong 19 trận của Wisła. Màn trình diễn của anh thu hút sự chú ý của đội bóng hàng đầu Dyskobolia Grodzisk Wielkopolski, Mila đã có một phi vụ chuyển nhượng vào mùa đông năm đó. Wisła Płock cán đích ở vị trí á quân cuối mùa giải và được thăng hạng lên giải cao nhất.

## Thống kê sự nghiệp

### Câu lạc bộ
Tính đến 1 tháng 7 năm 2018.
| Câu lạc bộ                       | Mùa                     | Giải                    | Giải    | Giải      | Cúp     | Cúp       | Cúp châu Âu | Cúp châu Âu | Khác    | Khác      | Tổng cộng | Tổng cộng |
| Câu lạc bộ                       | Mùa                     | Hạng đấu                | Số trận | Bàn thắng | Số trận | Bàn thắng | Số trận     | Bàn thắng   | Số trận | Bàn thắng | Số trận   | Bàn thắng |
| -------------------------------- | ----------------------- | ----------------------- | ------- | --------- | ------- | --------- | ----------- | ----------- | ------- | --------- | --------- | --------- |
| Lechia-Polonia Gdańsk            | 1999–2000               | II liga                 | 12      | 2         | –       | –         | –           | –           | –       | –         | 12        | 2         |
| Lechia-Polonia Gdańsk            | 2000–01                 | II liga                 | 22      | 2         | 1       | 0         | –           | –           | 4       | 0         | 27        | 2         |
| Lechia-Polonia Gdańsk            | Tổng cộng               | Tổng cộng               | 34      | 4         | 1       | 0         | –           | –           | 4       | 0         | 39        | 4         |
| Dyskobolia Grodzisk Wielkopolski | 2001–02                 | Ekstraklasa             | 9       | 0         | 0       | 0         | –           | –           | –       | –         | 9         | 0         |
| Dyskobolia Grodzisk Wielkopolski | 2002–03                 | Ekstraklasa             | 27      | 3         | 1       | 0         | –           | –           | –       | –         | 28        | 3         |
| Dyskobolia Grodzisk Wielkopolski | 2003–04                 | Ekstraklasa             | 25      | 8         | 1       | 0         | 8           | 1           | –       | –         | 34        | 9         |
| Dyskobolia Grodzisk Wielkopolski | 2004–05                 | Ekstraklasa             | 13      | 3         | 1       | 0         | –           | –           | –       | –         | 14        | 3         |
| Dyskobolia Grodzisk Wielkopolski | Tổng cộng               | Tổng cộng               | 74      | 14        | 3       | 0         | 8           | 1           | –       | –         | 85        | 15        |
| Austria Wien                     | 2004–05                 | Austrian Bundesliga     | 13      | 0         | 3       | 1         | 3           | 1           | –       | –         | 19        | 2         |
| Austria Wien                     | 2005–06                 | Austrian Bundesliga     | 13      | 2         | 1       | 0         | 4           | 0           | –       | –         | 18        | 2         |
| Austria Wien                     | 2006–07                 | Austrian Bundesliga     | 10      | 1         | 0       | 0         | 4           | 0           | –       | –         | 14        | 1         |
| Austria Wien                     | Tổng cộng               | Tổng cộng               | 36      | 3         | 4       | 1         | 11          | 1           | –       | –         | 51        | 5         |
| Vålerenga                        | 2007                    | Tippeligaen             | 14      | 0         | 2       | 0         | 4           | 0           | –       | –         | 20        | 0         |
| ŁKS Łódź                         | 2007–08                 | Ekstraklasa             | 12      | 0         | 0       | 0         | –           | –           | –       | –         | 12        | 0         |
| Śląsk Wrocław                    | 2008–09                 | Ekstraklasa             | 22      | 5         | 0       | 0         | –           | –           | 51      | 0         | 27        | 5         |
| Śląsk Wrocław                    | 2009–10                 | Ekstraklasa             | 26      | 6         | 1       | 0         | –           | –           | –       | –         | 27        | 6         |
| Śląsk Wrocław                    | 2010–11                 | Ekstraklasa             | 28      | 4         | 2       | 0         | –           | –           | –       | –         | 30        | 4         |
| Śląsk Wrocław                    | 2011–12                 | Ekstraklasa             | 27      | 4         | 2       | 2         | 5           | 1           | –       | –         | 34        | 7         |
| Śląsk Wrocław                    | 2012–13                 | Ekstraklasa             | 26      | 7         | 7       | 2         | 6           | 1           | 12      | 0         | 40        | 10        |
| Śląsk Wrocław                    | 2013–14                 | Ekstraklasa             | 30      | 2         | 1       | 0         | 6           | 0           | –       | –         | 37        | 2         |
| Śląsk Wrocław                    | 2014–15                 | Ekstraklasa             | 19      | 5         | 2       | 0         | –           | –           | –       | –         | 21        | 5         |
| Śląsk Wrocław                    | Tổng cộng               | Tổng cộng               | 178     | 33        | 15      | 4         | 17          | 2           | 6       | 0         | 216       | 39        |
| Lechia Gdańsk                    | 2014–15                 | Ekstraklasa             | 16      | 2         | 0       | 0         | –           | –           | –       | –         | 16        | 2         |
| Lechia Gdańsk                    | 2015–16                 | Ekstraklasa             | 29      | 2         | 1       | 0         | –           | –           | –       | –         | 30        | 2         |
| Lechia Gdańsk                    | 2016–17                 | Ekstraklasa             | 8       | 0         | 0       | 0         | –           | –           | –       | –         | 8         | 0         |
| Lechia Gdańsk                    | 2017–18                 | Ekstraklasa             | 1       | 0         | 0       | 0         | –           | –           | –       | –         | 1         | 0         |
| Lechia Gdańsk                    | Tổng cộng               | Tổng cộng               | 54      | 4         | 1       | 0         | –           | –           | –       | –         | 55        | 4         |
| Lechia Gdańsk                    | Tổng cộng Lechia Gdańsk | Tổng cộng Lechia Gdańsk | 88      | 8         | 2       | 0         | –           | –           | 4       | 0         | 94        | 8         |
| Tổng kết sự nghiệp               | Tổng kết sự nghiệp      | Tổng kết sự nghiệp      | 402     | 58        | 26      | 5         | 40          | 4           | 10      | 0         | 478       | 67        |

1 Tổng số trận ra sân tại Cúp Ekstraklasa.

2 Tổng số trận ra sân tại Siêu cúp Ba Lan.

### Bàn thắng cho đội tuyển
Tỉ số và kết quả liệt kê bàn thắng của Ba Lan trước.
| # | Ngày                 | Nơi tổ chức                                      | Đối thủ        | Tỉ số | Kết quả | Giải đấu                                    |
| - | -------------------- | ------------------------------------------------ | -------------- | ----- | ------- | ------------------------------------------- |
| 1 | 11 tháng 12 năm 2003 | Sân vận động Quốc gia Ta' Qali, Attard, Malta    | Malta          | 3–0   | 4–0     | Giao hữu                                    |
| 2 | 14 tháng 12 năm 2003 | Sân vận động Quốc gia Ta' Qali, Attard, Malta    | Litva          | 2–1   | 3–1     | Giao hữu                                    |
| 3 | 18 tháng 2 năm 2004  | Estadio Bahía Sur, San Fernando, Tây Ban Nha     | Slovenia       | 1–0   | 2–0     | Giao hữu                                    |
| 4 | 13 tháng 11 năm 2005 | Mini Estadi, Barcelona, Tây Ban Nha              | Ecuador        | 2–0   | 3–0     | Giao hữu                                    |
| 5 | 16 tháng 11 năm 2005 | Stadion Miejski, Ostrowiec Świętokrzyski, Ba Lan | Estonia        | 1–1   | 3–1     | Giao hữu                                    |
| 6 | 14 tháng 5 năm 2006  | Stadion Amici, Wronki, Ba Lan                    | Quần đảo Faroe | 1–0   | 4–0     | Giao hữu                                    |
| 7 | 11 tháng 10 năm 2014 | Sân vận động Quốc gia, Warszawa, Ba Lan          | Đức            | 2–0   | 2–0     | Vòng loại giải vô địch bóng đá châu Âu 2016 |
| 8 | 14 tháng 11 năm 2014 | Boris Paichadze Dinamo Arena, Tbilisi, Georgia   | Gruzia         | 3–0   | 4–0     | Vòng loại giải vô địch bóng đá châu Âu 2016 |

## Danh hiệu
Dyskobolia Grodzisk Wielkopolski
- Ekstraklasa
  - Á quân: 2002–03, 2004–05
- Cúp bóng đá Ba Lan
  - Vô địch: 2004–05

Austria Vienna
- Bundesliga của Áo
  - Vô địch: 2005–06
  - Hạng 3: 2004–05
- Cúp bóng đá Áo
  - Vô địch: 2004–05, 2005–06

Śląsk Wrocław
- Ekstraklasa
  - Vô địch: 2011–12
  - Á quân: 2010–11
  - Hạng 3: 2012–13
- Siêu cúp Ba Lan
  - Vô địch: 2012
- Cúp Ekstraklasa
  - Vô địch: 2008–09